# Gwiazdosz angielski
Gwiazdosz angielski (Geastrum berkeleyi Massee) – gatunek grzybów należący do rodziny gwiazdoszowatych (Geastraceae).

## Systematyka i nazewnictwo
Pozycja w klasyfikacji według Index Fungorum: Geastrum, Geastraceae, Geastrales, Phallomycetidae, Agaricomycetes, Agaricomycotina, Basidiomycota, Fungi.
Po raz pierwszy takson ten opisał w 1889 r. George Edward Massee. Synonim: Geastrum berkeleyi var. continentale V.J. Staněk 1958.
Józef Teodorowicz w 1939 r. nadał mu polską nazwę gwiazdosz podżłobiony, Wanda Rudnicka-Jezierska w 1991 r. zmieniła ją na gwiazdosz angielski.

## Morfologia
Owocnik
Rozwijający się pod ziemią, potem wynurza się nad ziemię. Początkowo jest prawie kulisty, o średnicy do 5 cm, pokryty resztkami gleby. Owocnik dojrzały o rozłożonych ramionach ma średnicę 4-8(-10) cm, jego egzoperydium pęka na 5-9 ramion, które zazwyczaj wyginają się ku dołowi, są niehigroskopijne, choć czasami częściowo zwinjają się po wyschnięciu. Warstwa grzybni dobrze rozwinięta, wiążąca zanieczyszczenia i cząstki gleby. Warstwa pseudoparenchymatyczna początkowo biaława, przechodząca w brązową, ciemnobrązową lub czerwonobrązową, z tendencją do fragmentacji i łuszczenia się płatami. Endoperydium prawie kuliste do gruszkowatego, o średnicy 13–35 mm, często zwężone od dołu i z apofizą. Trzon krótki, o wysokości 1–3 mm, jasnobrązowy. Endoperydium brązowe do szarobrązowego, drobno, ale wyraźnie chropowate, z drobnymi, nieregularnymi brodawkami o średnicy mniejszej od 1 mm, z wyjątkiem gładkiego, okrągłego obszaru otaczającego stożkowaty perystom o wysokości 3–5,5 mm, złożony z ok. 25–30 fałdów. Kolumella wklęsła do maczugowatej lub prawie kulistej. Dojrzała gleba ciemno fioletowobrązowa.
Cechy mikroskopowe
Bazydiospory w masie purpurowobrązowe w masie, wyraźnie brodawkowane, o średnicy 4,7–6 µm bez brodawek, 5,5–7 µm z brodawkami, brodawki pojedyncze, o wysokości 0,3–0,5 µm i szerokości 0,3–0,8 µm. Strzępki włosowate, żółtawobrązowe, grubościenne, z często częściowo zasłoniętym światłem, przeważnie o średnicy 5–9 μm, stopniowo zwężające się ku lekko ostrym końcówkom, powierzchnia gładka lub inkrustowana.
Gatunki podobne
Gwiazdosz angielski charakteryzuje się stosunkowo dużym owocnikiem, niehigroskopijnym egzoperydium, pofałdowanym perystomem z gładką powierzchnią otaczającą, trzonem i brodawkowatym endoperydium. Można go odróżnić od innych gatunków Geastrum także dzięki obecności płaskich, dwupiramidalnych kryształów szczawianu wapnia znajdujących się na jego endoperydium.

## Występowanie i siedlisko
Pomimo tego, że jest bardzo rzadkim grzybem, ma szerokie rozmieszczenie geograficzne, jego występowanie zostało udokumentowane w Europie Północnej i Wschodniej, w krajach takich jak Austria, Czechy, Dania, Estonia, Finlandia, Wielka Brytania, Węgry, Holandia, Polska, Słowacja, Hiszpania, Szwecja i Turcja oraz w częściach Azji Wschodniej, takich jak Chiny i Japonia. W Polsce gatunek uznawany był za wymarły, dopóki nie odkryto go rosnącego w rezerwacie pod Chęcinami. W Polsce gatunek podlega ochronie ścisłej od 1983 r.
Grzyb mykoryzowy. Występuje na dobrze przepuszczalnym, wapiennym podłożu, w lasach iglastych lub liściastych lub na terenach otwartych.